# Eremobates becki
Eremobates becki är en spindeldjursart som beskrevs av Muma 1986. Eremobates becki ingår i släktet Eremobates och familjen Eremobatidae. Inga underarter finns listade i Catalogue of Life.